# Fleur van de Kieft
Fleur Nicolette Andrea van de Kieft (Amsterdam, 22 oktober 1973) is een voormalig Nederlands hockeyinternational, die 137 officiële interlands (44 doelpunten) speelde voor de Nederlandse vrouwenploeg.
Haar debuut voor Oranje maakte Van de Kieft op 29 januari 1996 in de oefeninterland Verenigde Staten-Nederland (1-3). De aanvalster speelde in de Nederlandse hoofdklasse voor Laren en HC Rotterdam. Haar laatste interland volgde op 1 september 2002: Nederland-Australië (4-3). Ze nam met Nederland deel aan de Olympische spelen van Atlanta en Sydney.
Dillianne van den Boogaard · 
Mijntje Donners · 
Willemijn Duyster · 
Stella de Heij · 
Noor Holsboer · 
Fleur van de Kieft · 
Nicky Koolen · 
Ellen Kuipers · 
Jeannette Lewin · 
Suzanne Plesman · 
Wietske de Ruiter · 
Florentine Steenberghe · 
Margje Teeuwen · 
Carole Thate · 
Jacqueline Toxopeus · 
Suzan van der Wielen ·
Coach: Tom van 't Hek
Dillianne van den Boogaard · 
Minke Booij · 
Ageeth Boomgaardt · 
Julie Deiters · 
Mijntje Donners · 
Fleur van de Kieft · 
Fatima Moreira de Melo · 
Clarinda Sinnige · 
Hanneke Smabers · 
Minke Smabers · 
Margje Teeuwen · 
Carole Thate · 
Daphne Touw · 
Macha van der Vaart · 
Myrna Veenstra · 
Suzan van der Wielen ·
Coach: Tom van 't Hek